# Jean Baptiste Romé de l’Isle

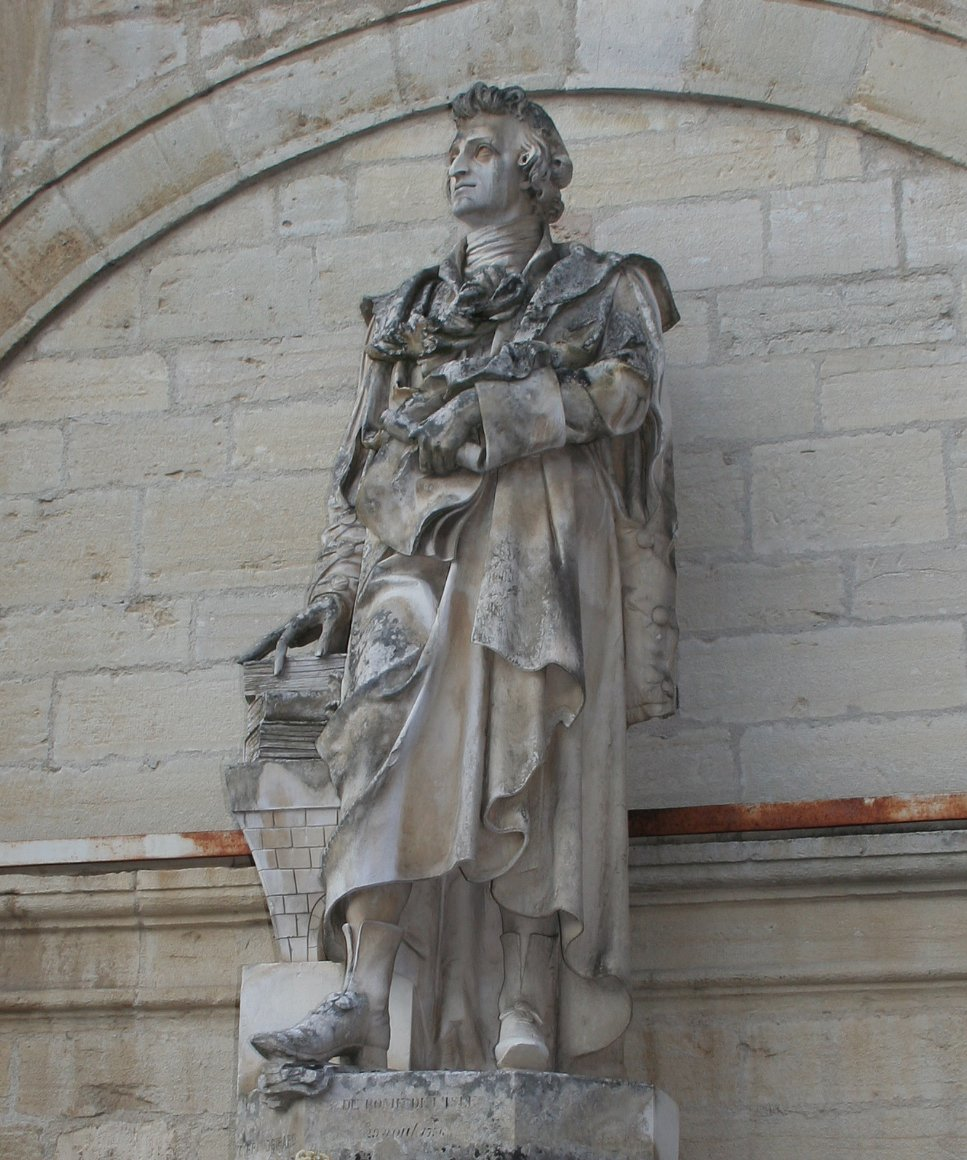
Posąg Romé de l’Isle’a w jego rodzinnej miejscowości Gray

Jean Baptiste Romé de l’Isle (ur. 1736, zm. 1790) − francuski mineralog i krystalograf.

## Życiorys
Wykazał, że prawo stałości kątów jest słuszne w przypadku wszystkich kryształów, a nie tylko dla kwarcu i hematytu (co stwierdził duński geolog Nicolaus Steno). Przyczynił się do skonstruowania goniometru kontaktowego. Był członkiem Berlińskiej Akademii Nauk.